# Első Eidesgaard-kormány
Az első Eidesgaard-kormány Feröer kormánya volt 2004. február 3. és 2008. február 4. között, Jóannes Eidesgaard (Javnaðarflokkurin) miniszterelnök vezetésével. A kormányt a Fólkaflokkurin, Sambandsflokkurin és a Javnaðarflokkurin alkotta, melyeknek választási betűjelei rendre A, B és C, ezért a koalíciót az „ABC-koalíció” névvel illették. 2008 januárjában világossá vált, hogy a koalíció pártjai nem kívánják folytatni a közös kormányzati munkát a választások után.

## Fordítás
- Ez a szócikk részben vagy egészben a Jóannes Eidesgaards første regjering című norvég Wikipédia-szócikk ezen változatának fordításán alapul.  Az eredeti cikk szerkesztőit annak laptörténete sorolja fel. Ez a jelzés csupán a megfogalmazás eredetét és a szerzői jogokat jelzi, nem szolgál a cikkben szereplő információk forrásmegjelöléseként.